# Mary Costa
Mary Costa (Knoxville, Tennessee, 5 de abril de 1930) é uma cantora americana, com ascendência portuguesa, famosa por dublar a personagem Princesa Aurora na versão original (inglesa) do filme de animação de 1959 A Bela Adormecida, da Disney.

## Filmografia
- The Great Waltz (1972) - Jetty Treffz
- A Bela Adormecida (1959) - Princess Aurora/Rosa (voz/canto)
- The Big Caper (1957) - Kay
- Marry Me Again (1953) - Joan